# تپه امامزاده اکبر
تپه امامزاده اکبر مربوط به دوران پس از اسلام، قرون ۶ ـ ۵ ه.ق است و در شهرستان دهلران، بخش موسیان، روستای فرخ آباد واقع شده و این اثر در تاریخ ۳۰ دی ۱۳۸۵ با شمارهٔ ثبت ۱۶۹۱۷ به عنوان یکی از آثار ملی ایران به ثبت رسیده است.